# 神尾光臣

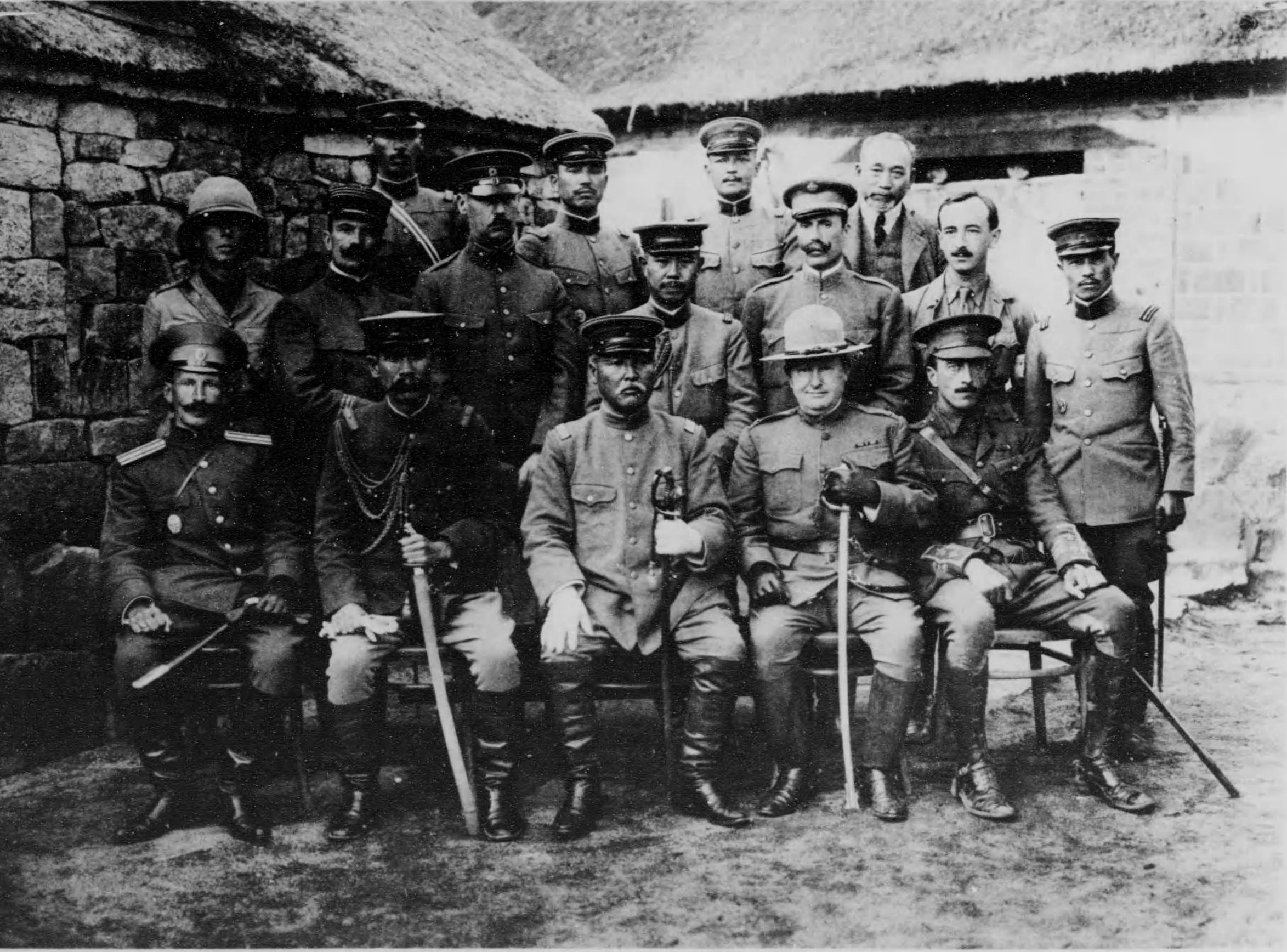
張村の司令部にて、外國觀戰武官、新聞記者と撮影。司令官神尾光臣中将、山梨半造少将、アイアンズ大佐、磯村年砲兵大佐、原口初太郎砲兵中佐、頭本元貞など

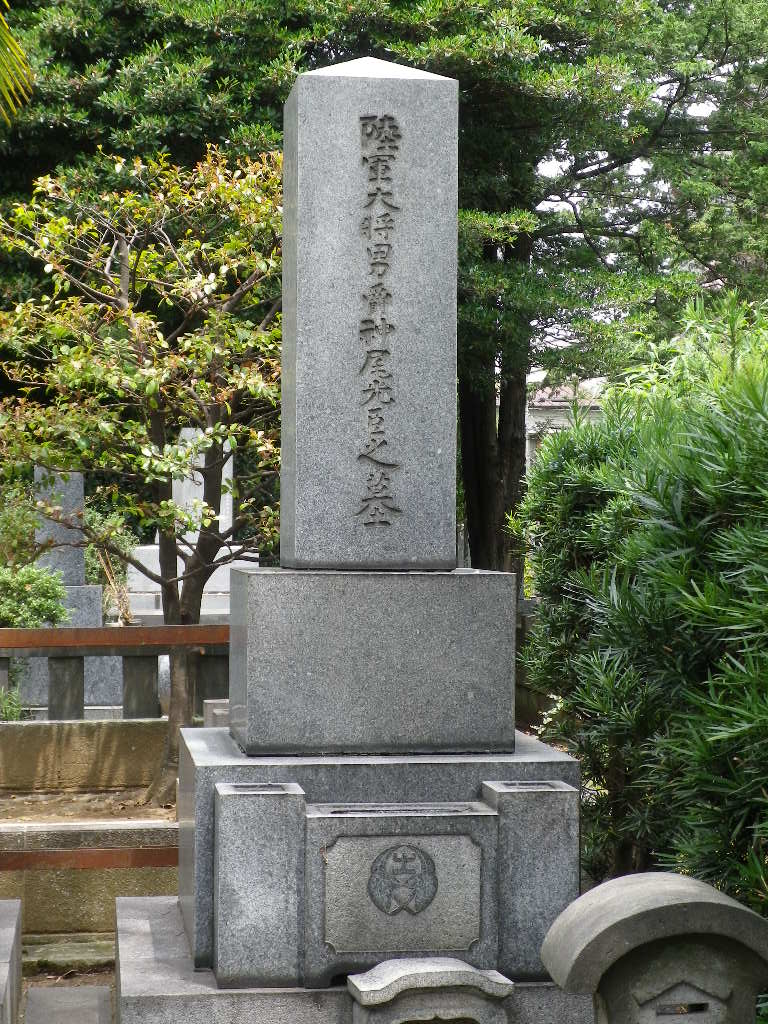
神尾光臣の墓

神尾 光臣（かみお みつおみ、1855年2月27日〈安政2年1月11日〉- 1927年〈昭和2年〉2月6日）は、日本の陸軍軍人、華族。東京衛戍総督、青島守備軍司令官、第9師団・第18師団長等を歴任し、階級は陸軍大将従二位勲一等功一級男爵に至る。第一次世界大戦での青島攻略の指揮を執ったことで有名。

## 経歴
信濃国諏訪郡岡谷村（現・岡谷市）に諏訪藩士・神尾平三郎の次男として生まれ、1874年（明治7年）10月、陸軍教導団に入る。1876年（明治9年）2月、教導団を卒業し陸軍歩兵軍曹に任官。1877年（明治10年）1月から西南戦争に従軍し、7月曹長、10月少尉試補に進級する。1879年（明治12年）2月1日、西南戦争の戦功により陸軍少尉に進み、1882年（明治15年）4月には陸軍中尉を命ぜられる。同年7月から参謀本部出仕の身分で清国に渡る。1885年（明治18年）8月、陸軍大尉に進級し、1886年（明治19年）2月に帰国する。同年4月、歩兵第11連隊中隊長を拝命し、1888年（明治21年）5月、参謀本部出仕に移り、1889年（明治22年）12月から参謀本部第2局員となる。1891年（明治24年）12月、陸軍少佐に昇進し、歩兵第1連隊付となる。
1892年（明治25年）4月28日から後の駐在武官にあたる清国公使館付を拝命する。1894年（明治27年）8月17日に帰国し同年10月から第2軍情報主任参謀として日清戦争に出征する。1895年（明治28年）1月、陸軍中佐に進級し、同年6月2日から再び清国公使館付となる。1897年（明治30年）10月11日、陸軍大佐進級と共に近衛歩兵第3連隊長を命ぜられる。
1899年（明治32年）2月には参謀本部出仕の身分でヨーロッパに出張する。1900年（明治33年）4月、第1師団参謀長に就任し、同年7月の参謀本部付を経て、1901年（明治34年）2月、第10師団参謀長を命ぜられる。1902年（明治35年）5月、陸軍少将に進級し歩兵第22旅団長を命ぜられる。1904年（明治37年）8月、遼東守備軍参謀長に就任し、1905年（明治38年）6月から大本営附を命ぜられ、同月中に清国駐屯軍司令官を拝命する。1906年（明治39年）11月、関東都督府参謀長に移る。1907年（明治40年）11月、近衛歩兵第1旅団長を経て、1908年（明治41年）12月、陸軍中将に進級、第9師団長に親補される。
1912年（大正元年）12月、第18師団長に移り、第一次世界大戦では1914年（大正3年）に青島攻略を指揮しこれを攻略、同年11月から青島守備軍司令官となる。1915年（大正4年）5月、東京衛戍総督を命ぜられ、1916年（大正5年）6月、陸軍大将に進む。同年7月歴戦の功から男爵の爵位を授けられ華族に列せられる。同8月待命となり、1917年（大正6年）8月6日依願により予備役編入。1921年（大正10年）4月の予備役を経て1925年（大正14年）4月に退役する。1927年（昭和2年）2月6日薨去。墓所は東京都豊島区南池袋の雑司ヶ谷霊園。

## 栄典
位階
- 1895年（明治28年）6月8日 - 正六位[2]
- 1897年（明治30年）10月30日 - 従五位[3]
- 1902年（明治35年）9月20日 - 正五位[4]
- 1907年（明治40年）10月11日 - 従四位[5]
- 1909年（明治42年）11月30日 - 正四位[6]
- 1912年（大正元年）12月28日 - 従三位[7]
- 1916年（大正5年）7月10日 - 正三位[8]
- 1927年（昭和2年）2月6日 - 従二位[9]

爵位
- 1916年（大正5年）7月14日 - 男爵[10]

勲章等
| 受章年                     | 略綬 | 勲章名                   | 備考 |
| -------------------------- | ---- | ------------------------ | ---- |
| 1889年（明治22年）11月29日 |      | 大日本帝国憲法発布記念章 |      |
| 1890年（明治23年）11月27日 |      | 勲六等瑞宝章             |      |
| 1895年（明治28年）5月23日  |      | 勲五等瑞宝章             |      |
| 1895年（明治28年）9月20日  |      | 双光旭日章               |      |
| 1895年（明治28年）9月20日  |      | 功四級金鵄勲章           |      |
| 1895年（明治28年）11月18日 |      | 明治二十七八年従軍記章   |      |
| 1901年（明治34年）5月31日  |      | 勲四等瑞宝章             |      |
| 1904年（明治37年）11月29日 |      | 勲三等瑞宝章             |      |
| 1906年（明治39年）4月1日   |      | 勲二等旭日重光章         |      |
| 1906年（明治39年）4月1日   |      | 功二級金鵄勲章           |      |
| 1906年（明治39年）4月1日   |      | 明治三十七八年従軍記章   |      |
| 1912年（明治45年）5月24日  |      | 勲一等瑞宝章             |      |
| 1915年（大正4年）11月7日   |      | 旭日大綬章               |      |
| 1915年（大正4年）11月7日   |      | 功一級金鵄勲章           |      |
| 1915年（大正4年）11月7日   |      | 大正三四年従軍記章       |      |
| 1915年（大正4年）11月10日  |      | 大礼記念章               |      |
| 1919年（大正8年）12月15日  |      | 戦捷記章                 |      |

外国勲章佩用允許
| 受章年                     | 国籍                         | 略綬 | 勲章名                           | 備考 |
| -------------------------- | ---------------------------- | ---- | -------------------------------- | ---- |
| 1907年（明治40年）6月13日  | プロイセン王国               |      | 星章付赤鷲第二等勲章             |      |
| 1908年（明治41年）10月30日 | 大清帝国                     |      | 頭等第三品御賜双竜宝星           |      |
| 1909年（明治42年）10月26日 | オーストリア＝ハンガリー帝国 |      | フランツ・ヨーゼフ勲章大十字章   |      |
| 1909年（明治42年）12月15日 | ロシア帝国                   |      | 神聖スタニスラウス第一等勲章     |      |
| 1915年（大正4年）9月30日   | イギリス帝国                 |      | 聖マイケル・聖ジョージ第一等勲章 |      |
| 1916年（大正5年）1月14日   | ロシア帝国                   |      | 神聖ウラジミル剣付第二等勲章     |      |

## 親族
- 妻：まつ（1863年生）は江崎政国(元松本藩士、のち会計局役人)の長女
- 長女：愛（1887年生）は八十島樹次郎の妻。
- 次女：安子（1889年生）は作家の有島武郎に嫁ぐ。
- 長男：神尾毅一（1892年生）が1931年（昭和6年）死去したため、神尾家は有島武郎の三男行三が継いだ。
- 三女：龍子（1904年生）は多湖實夫の妻。